# Оутейро-де-Рей
Оутейро-де-Рей (гал. Outeiro de Rei, ісп. Otero de Rey) — муніципалітет в Іспанії, у складі автономної спільноти Галісія, у провінції Луго. Населення — 4852 осіб (2009).
Муніципалітет розташований на відстані близько 440 км на північний захід від Мадрида, 10 км на північний захід від Луго.
Муніципалітет складається з таких паррокій: Аркос, Аспай, Бонше, Кабой, Кандай, Кастело-де-Рей, Села, Фольгейра, Франкос, Гільяр, Мартуль, Матела, Мостейро, Оутейро-де-Рей, Парада, Робра, Сан-Клодіо-де-Агіар, Сан-Фіс-де-Пас, Сан-Лоуренсо-де-Агіар, Сан-Томе-де-Гайосо, Санта-Марінья, Сантьяго-де-Гайосо, Сільваррей, Собрада-де-Агіар, Табой, Вісінте, Вілела.

## Демографія
Динаміка населення (INE ):

## Галерея зображень

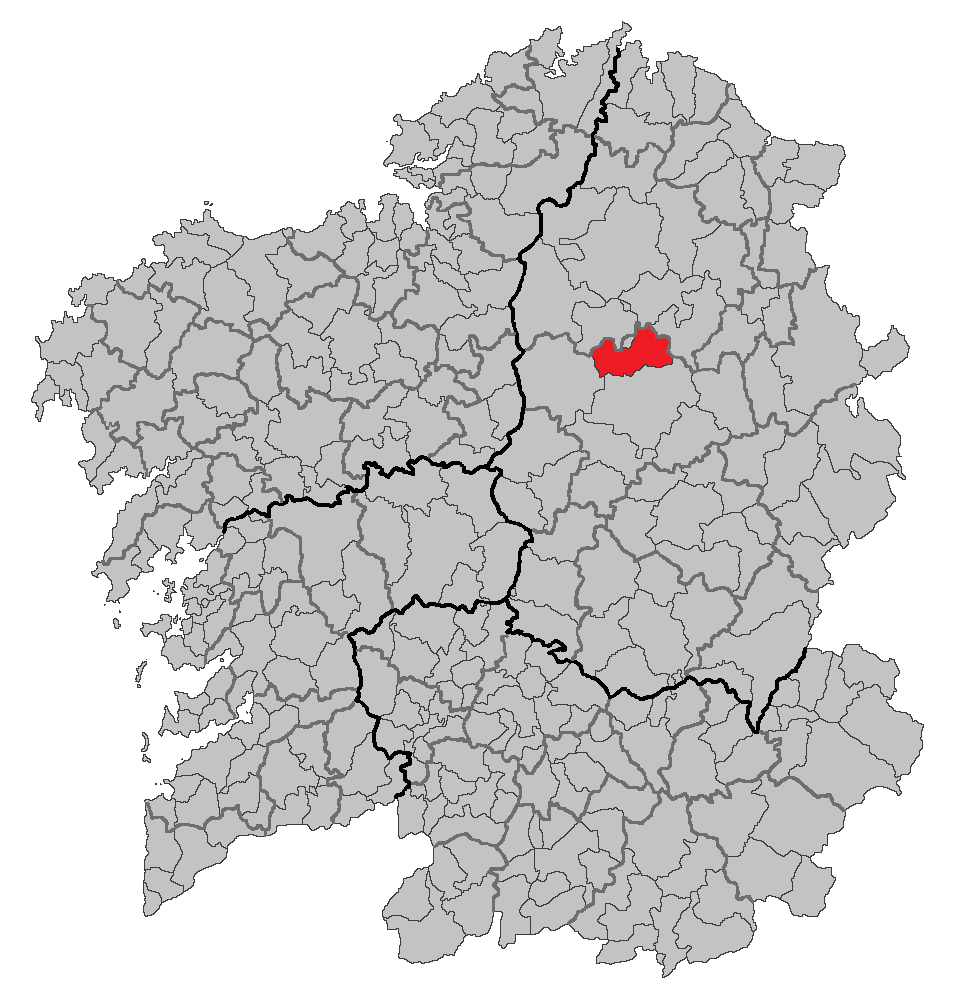
Розташування муніципалітету

## Парафії
Муніципалітет складається з таких парафій: 

## Релігія
Оутейро-де-Рей входить до складу Лугоської діоцезії Католицької церкви.